# Юрий (остров)
Юрий (айн. Юри, яп. 勇留島 Ю:ри-то:) — остров Малой гряды Курильских островов. 
Согласно федеративному устройству России входит в Сахалинскую область в составе Южно-Курильского района в рамках административно-территориального устройства области и в составе Южно-Курильского городского округа в рамках муниципального устройства в области. Принадлежность острова России оспаривает Япония, которая рассматривает его как часть своего округа Нэмуро губернаторства Хоккайдо.
В настоящее время необитаем; весь остров и мильная акватория вокруг него входят в состав Государственного природного заказника федерального значения «Малые Курилы». В XXI веке этот малоосвоенный остров стал объектом изучения учёных-биологов.

## История
Автохтонными обитателями острова были айны, занимавшиеся охотой и собирательством. Русифицированное современное название произошло от айнского «Урири», что в переводе означает «баклан».
До 1855 года вместе с прочими островами Малой Курильской гряды находился в неопределённом статусе. После заключения Симодского договора подпал под японскую юрисдикцию.
С 5 ноября 1897 года остров со всеми своими промысловыми угодьями считался частью села Хабомаи в составе уезда (гуна) Ханасаки (который охватывал всю Малую Курильскую гряду и часть полуострова Немуро на острове Хоккайдо), который входил в губернаторство Хоккайдо, провинцию Немуро.
В настоящее время необитаем, хотя в конце японского правления население острова составляло 501 человек. Здесь действовал завод по переработке морской продукции, имелась и начальная школа. В основном это были семьи рыбаков, добывающих кукумарию и крабов. Японское захоронение помечает мемориальный столб.
В годы Второй мировой войны на острове размещался японский военный гарнизон. 3 сентября 1945 года японские войска (41 солдат и 1 офицер) капитулировали без боя перед высаженными советскими войсками.
В 1946 году граждане Японии были репатриированы.
2 февраля 1946 года в соответствии с Указом Президиума ВС СССР остров Юрий в числе других Курильских островов и вместе с Южным Сахалином был включён в состав образованной Южно-Сахалинской области в составе Хабаровского края РСФСР, которая 2 января 1947 года вошла в состав новообразованной Сахалинской области в составе РСФСР.
На острове находится нежилой населённый пункт Катерная, временно использовавшийся военными и заготовщиками в советский период.
3 сентября 2022 года Россия отменила упрощённый режим посещения островов Малой Курильской гряды для граждан Японии.

## География

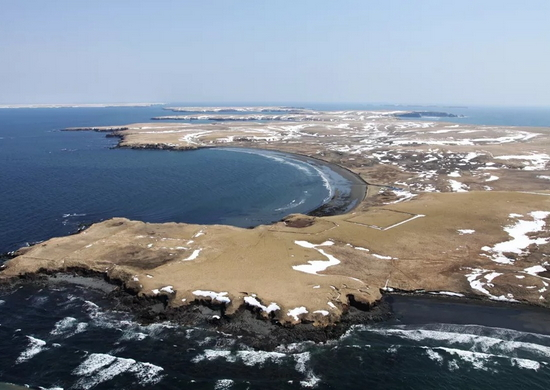
Побережье острова Юрий

Площадь 9,98 км². Поверхность холмистая. В длину достигает 7 км, максимальная ширина — 2 км. Высота острова колеблется от 20 до 36 м, наивысшая точка 44 м (мыс Ломоть). Протяжённость береговой линии 23,9 км. Остров имеет удлиненную форму с извилистой, но не сильно изрезанной береговой линией. В ней имеется лишь две защищенные от прибоя и ветров бухты: Катерная и Широкая на северо-западном побережье.
На острове выделяется 19 ландшафтных контуров.
Вблизи входных мысов бухты Широкая находятся рифы, рядом со скалистыми выступами разбросаны подводные камни и кекуры. Глубины в бухте колеблются от 5 до 17 м. Бухта Широкая открыта действию северных ветров. Однако именно она наиболее удобна для высадки экспедиций.
Остальная часть побережья острова Юрий имеет открытый характер. Берега крутые, скалистые, лишь в отдельных местах отлогие, с галечными и песчаными пляжами. Они окаймлены большим количеством подводных и надводных рифов, которые простираются в море на расстояние до 1 км. В середине острова есть 4 озера, соединяющиеся с близлежащими бухтами. В одном из них начинается ручей, стекающий с заболоченной площади.
Остров Юрий отделён: проливом Воейкова — от острова Зелёный, расположенного в 1,5 км северо-восточнее; проливом Танфильева — от острова Танфильева, расположенного в 6 км западнее; проливом Юрий — от острова Анучина, расположенного в 3 км юго-западнее. В 4 км к востоку расположены острова Дёмина.

## Климат
Имеет довольно мягкий, влажный и прохладный океанический климат с холодной затяжной весной, прохладным летом, с тёплой, ясной и сухой осенью и довольно мягкой зимой. К примеру, на острове отмечается махаон, сезон размножения грызунов продолжается до ноября, a климат вполне подходит для акклиматизации кроликов. В самые холодные месяцы (январь и февраль) температура редко опускается ниже −5 °С. Даже в рекордно холодные зимы температуры ниже −15 °С не отмечались. Сильные морозы исключены, но не бывает и жаркой погоды. Море вокруг острова никогда не замерзает, хотя при сильных ветрах прибрежные штормы могут быть весьма продолжительными. С февраля по апрель окружающие воды могут заполняться плавучими льдами из Охотского моря. Зимы в целом многоснежны, летом много дождей и туманов. Из-за высокой теплоёмкости океана сезоны сдвинуты в среднем на 1,5 месяца. Среднегодовая температура составляет около +6 °C. Высока влажность воздуха. Летние дожди и туманы благоприятны для роста травы, но потенциальное развитие животноводства сдерживается трудностями в заготовке грубых кормов. Из-за плоской поверхности острова и отсутствия гор круглый год здесь довольно ветрено, хотя ветры и не очень сильны относительно рекордов Онекотана. Треть осадков выпадает в холодный период года. Зимой характерны частые длительные метели и мощные снегопады из мокрого снега.

## Флора
В 2013 году была исследована макрофлора литоральной зоны островов Малой Курильской гряды. На острове Юрий произрастали 33 вида макрофитов (28 родов, 21 семейство, 12 порядков, 4 отдела). Литораль острова характеризуется обилием красных водорослей, которые доминируют по числу видов над другими видами макрофитов, а также ламинариевых бурых водорослей. В бухте Широкой также заметно присутствие зелёных водорослей, там было найдено больше всего для конкретного района видов Chlorophyta — 8. Плотные заросли у берегов острова Юрий образует сахарина цикориеподобная (saccharina cichorioides) и стефаноцистис толстоногий (S. crassipes).
Флора острова Юрий довольно небогата. По данным ранних исследователей, она содержала меньше сотни видов высших сосудистых растений (для сравнения: на о. Зелёный их было учтено 166 видов, на Кунашире — 1067). Однако более поздний подсчёт показал наличие 212 видов сосудистых растений, а это заметно больше, чем на о. Зелёный (187) и Танфильева (175). Леса отсутствуют, преобладают океанические луга. Из цветковых растений выделяются лилейные.
В 2016 году была детально исследована и флора внутренних регионов. Остров полностью лишён древесной растительности. Недавние исследования почвенных профилей острова показали, что луговые сообщества на острове распространились со времён среднего голоцена, как и на о. Зелёном. В основном наличествуют биотопы двух типов: возвышенности, покрытые густыми разнотравными лугами, и заболоченные низменности с озёрами и осоково-моховыми болотами. Орхидея вида скрученник китайский (Spiranthes sinensis) является обычным видом флоры о. Юрий, но при этом она занесена в Красные книги практически всех континентальных регионов Дальнего Востока: Камчатки, Якутии и Еврейской АО. Из съедобных ягод на острове изобилует красника, богатая флавоноидами. На четырёх пресных озёрах острова произрастает кубышка малая. Горечавка пазушная привлекает большое количество шмелей своими синими соцветиями. Из курильских эндемиков выделяется одуванчик итурупский (Taraxacum yetrofuense Kitam.).

## Фауна
В авифауне по данным масштабного исследования 2000 года на острове отмечены следующие виды птиц: серая цапля (4), орлан-белохвост (1).Остров регулярно навещает японский журавль. На скалах у северо-западного побережья о. Юрий в относительной безопасности от лис гнездятся уссурийский и берингов бакланы.
На острове обычна рыжая лисица, которая здесь, однако, относится к людям заметно осторожнее, чем на соседних Кунашире и Шикотане. В прибрежных водах обитает морская выдра (калан): в 2016 году здесь зарегистрирована 41 особь этого вида. Каланы вновь вернулись сюда в начале XXI века. 
Из земноводных на всей территории острова обычна хоккайдская лягушка, но полностью отсутствует дальневосточная квакша.
Остров занимает среди островов Малой Курильской гряды первое место по разнообразию видов жужелиц: их здесь насчитывается 26 видов. Сублиторальную (пляжную) зону острова в 2016 году населяли небольшие жуки-агиртиды из рода Lyrosoma. При этом отсюда исчезли ранее обычные жуки-чернотелки. На острове обычны муравьи рода Lasius. Обитает гиппократов подвид обыкновенного махаона Papilio hippocrates (C. et R. Felder, 1864) — синяя полоска над глазками заднего крыла располагается между двумя чёрными.

### Природоохранные меры
Остров входит в территорию государственного природного заказника федерального значения «Малые Курилы».

## Проблема принадлежности
Принадлежность острова оспаривается Японией, которая включает его в округ Нэмуро губернаторства Хоккайдо. С точки зрения Японии входит в группу островов Хабомаи, которые считаются продолжением береговой линии японского острова Хоккайдо и не рассматриваются как часть Курильских островов.
В 2004 году Россия как государство-правопреемник СССР, в соответствии с заявлением своего министра иностранных дел С. В. Лаврова, признала существование Советско-японской декларации 1956 года, включавшей пункт о готовности передать Японии остров Шикотан и группу Хабомаи, и подтвердила готовность вести на её основе территориальные переговоры с Японией.

## В культуре
- В 2015 году певец и композитор Игорь Николаев написал об этом острове песню «Остров Юрий». Автором слов к ней был его отец, Юрий Николаев. Песню исполнил его полный тёзка — известный телеведущий Юрий Николаев[30].